# Стефаник, Юрий Васильевич
Юрий Васильевич Стефаник (укр. Юрій Васильович Стефаник; псевдонимы и криптонимы — Юрій Клиновий, Ю. Клиновий, Юрій Гаморак, Ю. Гаморак, Т. Т., Ю. К. и ряд других; 24 июля 1909 года, Стецева — 1985 год, Эдмонтон) — украинский общественно-политический деятель и писатель, журналист, редактор, литературный критик. Сын выдающегося украинского писателя Василия Стефаника, брат украинского советского государственного деятеля Семёна Стефаника.

## Биография
Родился 24 июля 1909 года в селе Стецева Снятынского уезда на Станиславщине в семье выдающегося писателя-новеллиста В. С. Стефаника. Учился в Снятинской и Станиславской гимназиях. Был арестован, год отбыл в польской тюрьме.
В 1935 году окончил юридический факультет Львовского Университета. В 1936-1937 годах работал соредактором газеты «Украинские вести» в Эдмонтоне (провинция Альберта, Канада).В 1938 году вернулся на Украину. После присоединения Западной Украины к СССР работал научным сотрудником Института литературы им. Т. Г. Шевченко АН УССР, преподавал украинский язык в Львовском ветеринарном институте. Был сотрудником журнала «Жизнь и Знание» и редактором ежемесячника «Новейший Ремесленник».
В сентябре 1940 года был арестован за принадлежность к ОУН; выпущен на свободу в мае 1941 года.
Во время немецкой оккупации Стефаник работал соредактором Украинского Издательства во Львове. С 1944 года — в эмиграции: сначала в Германии, а с 1948 года — в Канаде. С 1971 года возглавлял канадское объединения украинских писателей «Слово», был соредактором литературного сборника того же названия.
Умер в 1985 году в Эдмонтоне, похоронен в селе Русов.

## Творчество
Автор:
- книги «Моим сыновьям, моим приятелям» (укр. Моїм синам, моїм приятелям; 1981),
- эссе «Юрий Морачевский, его родители, его приятель» (укр. Юрій Морачевський, його батьки, його приятель; «Сучасність», 1983),
- трудов о Т. Шевченко, В. Стефанике, Л. Мартовиче, А. Любченко, Н. Понедилке[укр.].
- статей и исследований о В. Стефанике, Т. Шевченко, Л. Мартовиче, литературно-критические статьи о Т. Осьмачке, Г. Косынке, А. Любченко и многих других авторах.

Отдельные издания книг Ю. В. Стефаника:
- Клиновий Ю. Великий мир Олени Теліги // Сучасність. — 1979. — № 10. — С. 43-55.
- Клиновий Ю. Моїм синам, моїм приятелям. Статті й есеї. — Едмонтон: Слово, 1981. — 616 с.
- Стефаник Ю. Дещо про життя і «зорепадну» творчість Миколи Понеділка // Сучасність. −1976. — Ч. 6 (186). — С. 33-37.
- Стефаник Ю. Трагедія і тріумф роду Стефаників // Сучасність. — 1971. — № 6.